# Верхняя Чигара
Ве́рхняя Чигара́ — деревня в Парабельском районе Томской области России. Входит в состав Новосельцевского сельского поселения. Упоминается в романе Георгия Маркова «Сибирь», так же как Парабель, Колпашево, Нарым и др. 

## География
Деревня находится в центральной части Томской области, на левом берегу реки Чигас, на расстоянии примерно 22 километров (по прямой) к юго-востоку от села Парабель, административного центра района. Абсолютная высота — 71 метр над уровнем моря.
Климат
Климат характеризуется как континентальный, с тёплым коротким лесом и морозной и продолжительной зимой. Средняя температура воздуха самого тёплого месяца (июля) составляет 20-22 °C. Абсолютный максимум температуры воздуха — 34-35 °C. Абсолютный минимум — −54 °C. Среднегодовое количество атмосферных осадков составляет 500 мм.
Часовой пояс
Деревня Верхняя Чигара, как и вся Томская область, находится в часовой зоне МСК+4. Смещение применяемого времени относительно UTC составляет +7:00.

## Население
| 2002 | 2010 | 2012 | 2013 | 2014 | 2015 | 2021 |
| ---- | ---- | ---- | ---- | ---- | ---- | ---- |
| 17   | ↘9   | ↗12  | →12  | ↘10  | →10  | ↗22  |

Половой состав
По данным Всероссийской переписи населения 2010 года в гендерной структуре населения мужчины составляли 44,4 %, женщины — соответственно 55,6 %.
Национальный состав
Согласно результатам переписи 2002 года, в национальной структуре населения русские составляли 100 %.

## Транспорт
Связь с населённым пунктом осуществляется по дороге с грунтовым покрытием.

## Улицы
Уличная сеть деревни состоит из одной улицы (ул. Дальняя).